# Ethan Shevach
Ethan M. Shevach (1943) é um imunologista estadunidense. Trabalha no Instituto Nacional de Alergia e Doenças Infecciosas (em inglês:   National Institute of Allergy and Infectious Diseases - NIAID) em Bethesda, Maryland.

## Vida e obra
Shevach obteve um M.D. em 1967 na Universidade de Boston. Após alguns anos de prática clínica obteve em 1972 um cargo de assistente de pesquisa (em inglês:  senior staff fellow) no NIAID, em 1973 foi diretor de um grupo de pesquisa (em inglês:  senior investigator) e em 1987 foi chefe de seção (em inglês:  section chief). É na atualidade (situação em 2015) diretor da seção de imunologia celular do NIAID.
De 1987 a 1992 foi editor chefe da revista científica Journal of Immunology (publicada pela American Association of Immunologists) e de 1996 a 2007 do periódico Cellular Immunology.
Shevach contribuiu para o esclarecimento da função dos linfócitos T reguladores e do fator de transcrição FOXP3.
Recebeu o Prêmio William B. Coley de 2004 do Cancer Research Institute, por pesquisas de destaque imunologia básica e do tumor.

## Publicações selecionadas
- Y. C. Kim, R. Bhairavabhotla, J. Yoon, A. Golding, A. M. Thornton, D. Q. Tran, E. M. Shevach: Oligodeoxynucleotides stabilize Helios-expressing Foxp3+ human T regulatory cells during in vitro expansion. In: Blood. Volume 119, Número 12, Merço de 2012, p. 2810–2818, doi:10.1182/blood-2011-09-377895, PMID 22294730, PMC 3327459.
- E. M. Shevach: Biological functions of regulatory T cells. In: Advances in immunology. Volume 112, 2011, p. 137–176, doi:10.1016/B978-0-12-387827-4.00004-8, PMID 22118408 (Review).
- T. S. Davidson, E. M. Shevach: Polyclonal Treg cells modulate T effector cell trafficking. In: European journal of immunology. Volume 41, Número 10, outubro de 2011, p. 2862–2870, doi:10.1002/eji.201141503, PMID 21728170, PMC 3813905.
- Q. Chen, Y. C. Kim, A. Laurence, G. A. Punkosdy, E. M. Shevach: IL-2 controls the stability of Foxp3 expression in TGF-beta-induced Foxp3+ T cells in vivo. In: Journal of immunology (Baltimore, Md. : 1950). Volume 186, Número 11, junho de 2011, p. 6329–6337, doi:10.4049/jimmunol.1100061, PMID 21525380, PMC 3098943.
- E. M. Shevach: The resurrection of T cell-mediated suppression. In: Journal of immunology (Baltimore, Md. : 1950). Volume 186, Número 7, abril de 2011, p. 3805–3807, doi:10.4049/jimmunol.1100364, PMID 21422250.
- G. A. Punkosdy, M. Blain, D. D. Glass, M. M. Lozano, L. O'Mara, J. P. Dudley, R. Ahmed, E. M. Shevach: Regulatory T-cell expansion during chronic viral infection is dependent on endogenous retroviral superantigens. In: Proceedings of the National Academy of Sciences of the United States of America. Volume 108, Número 9, março de 2011, p. 3677–3682, doi:10.1073/pnas.1100213108, PMID 21321220, PMC 3048095.